# Палмейрас (Баия)
Палмейрас (порт. Palmeiras)  —  муниципалитет в Бразилии, входит в штат Баия. Составная часть мезорегиона Юго-центральная часть штата Баия. Входит в экономико-статистический микрорегион Сеабра. Население составляет 7792 человека на 2006 год. Занимает площадь 695,719 км². Плотность населения — 11,2 чел./км².

## История
Город основан 23 декабря 1890 года.

## Статистика
- Валовой внутренний продукт на 2003 год составляет 13 788 193,00 реалов (данные: Бразильский институт географии и статистики).
- Валовой внутренний продукт на душу населения на 2003 год составляет 1798,62 реалов (данные: Бразильский институт географии и статистики).
- Индекс развития человеческого потенциала на 2000 год составляет 0,679 (данные: Программа развития ООН).